# Chuck Grassley
Chuck Grassley, właśc. Charles Ernest Grassley (ur. 17 września 1933 w New Hartford) – amerykański polityk, senator ze stanu Iowa (wybrany w 1980 i ponownie w 1986, 1992, 1998, 2004, 2010, 2016 i 2022), członek Partii Republikańskiej.
Wcześniej, w latach 1975–1981 był przedstawicielem stanu Iowa w Izbie Reprezentantów Stanów Zjednoczonych. 3 stycznia 2019 jako najstarszy stażem senator Partii Republikańskiej objął stanowisko przewodniczącego pro tempore Senatu, zastępując na tym stanowisku odchodzącego na emeryturę senatora Orrina Hatcha. Funkcję zakończył z dniem 20 stycznia 2021.

## Odznaczenia
- Wielka Wstęga Orderu Wschodzącego Słońca (Japonia, 2020)[2]
- Order Krzyża Ziemi Maryjnej II klasy (Estonia, 2023)[3]